# مرغ تقلیدگر پشت‌قهوه‌ای
مرغ تقلیدگر پشت‌قهوه‌ای (نام علمی: Mimus dorsalis) گونه‌ای از پرنده در خانواده Mimidae است که در آرژانتین و بولیوی یافت می‌شود.
مرغ تقلیدگر پشت‌قهوه‌ای گونه‌ای خواهر به نام مرغ تقلیدگر نوارسفید (Mimus triurus) است. این پرنده تک‌نماد است.